# Bengt Wedholm

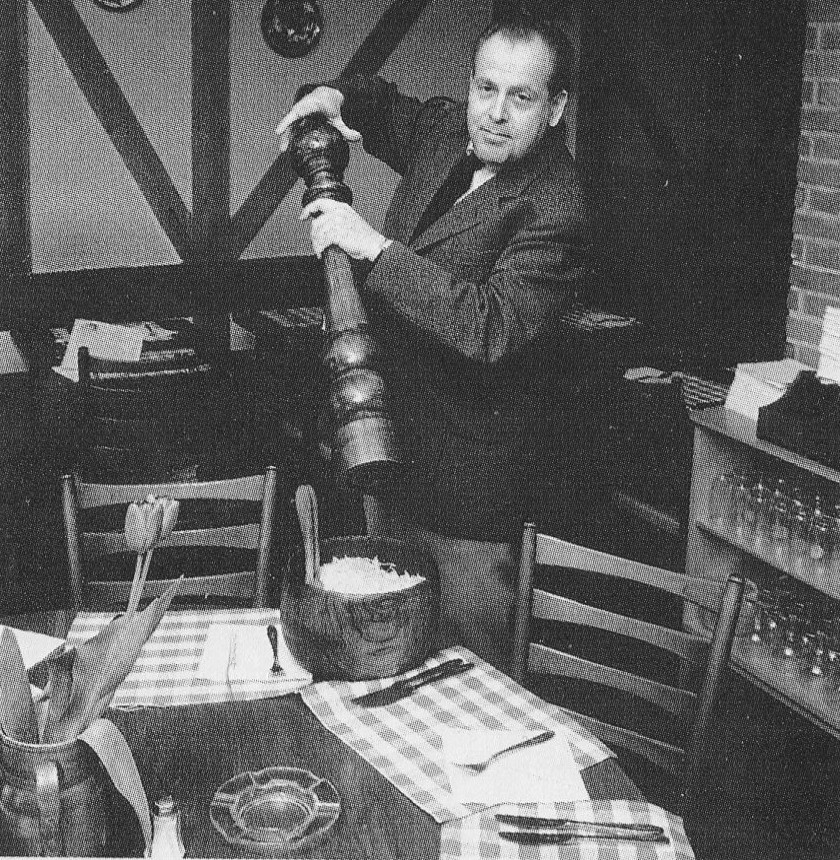
Bengt Wedholm på Östergök, 1958.

Bengt Hjalmar Wedholm, född 20 juli 1919 i Hallsbergs församling, Närke, död 31 oktober 2001 i Oscars församling, Stockholm, var en svensk kock och krögare. Han var en av de första som serverade pizza i Stockholm, på sin restaurang Östergök i december 1968. Hans restaurang Wedholms Fisk fick en stjärna i Michelinguiden redan 1986.

## Biografi
Wedholm kom till Stockholm 1937 från Nyköping och började att arbeta på Den Gyldene Freden. När andra världskriget var över for Wedholm till Paris där han bland annat arbetade på den svenska ambassaden. Han återvände till Stockholm, arbetade hos sin gamle källarmästare Julius Carlsson på Bacchi Wapen och köpte så småningom lokalen på Östermalm där han öppnade restaurangen Östergök. Han öppnade även restaurangen Muntergök. 
Tore Wretman erbjöd honom 1969 att driva Den Gyldene Freden. År 1973 öppnade Wedholm Östergöks Fisk, men 1975 sålde han Östergöksrestaurangerna för att kunna fokusera på Den Gyldene Freden som han drev till 1982. Wedholms Fisk vid Nybrokajen öppnade 1985.

## Fotnoter
1. ↑  Sveriges Dödbok 1901–2009, DVD-ROM, Version 5.00, Sveriges Släktforskarförbund (2010).